# Mathieu Maumus
Pas d'image ? Cliquez ici

a Compétitions nationales et continentales officielles uniquement.

Dernière mise à jour le 8 avril 2020.
Mathieu Maumus, né le 25 mai 1986 à Lannemezan, est un joueur français de rugby à XV qui évolue au poste de pilier au sein de l'effectif du Magnoac FC (1,86 m pour 110 kg).

## Palmarès
- Équipe de France -19 ans : 3 sélections en 2004-2005 (Écosse, Angleterre, Pays de Galles)[réf. nécessaire]
- Équipe de France -18 ans : 1 sélection en 2003-2004 (Pays de Galles)[réf. nécessaire]